# هانوایلر
هانوایلر (به آلمانی: Hahnweiler) یک شهر در آلمان است که در بیرکنفلد واقع شده‌است. هانوایلر ۲۳۳ نفر جمعیت دارد.